# Liste des stations de radio diffusant sur Monaco

## Les radios titulaires d'une autorisation d'émission depuis la Principauté
- Premium Radio
- RMC (détenue à 99,9 %[Passage contradictoire] par NextRadioTV)[pertinence contestée]
- Radio Monaco
- Radio Monte Carlo Network (RMC 1)
- RMC 2
- Radio riviera
- Hits 1

## Les radios périphériques diffusant sur Monaco

### Radio France
- France Bleu Azur
- France Culture
- France Info
- France Inter
- France Musique

### Lagardère Active
- RFM

### Espace Group
- M Radio

### LVMH - Moët Hennessy Louis Vuitton
- Radio Classique

### NRJ Group
- Chérie FM
- Nostalgie

### RTL Group
- RTL2

### Autres radios
- The Lounge Channel
- Radio Ethic
- Jazz Radio
- R.D.S.
- Radio international
- Radio Star
- Rete 105